# Goran Vasilijević
Goran Vasilijević (serbisch-kyrillisch Горан Василијевић; * 27. August 1965 in Zemun) ist ein ehemaliger serbischer Fußballspieler.

## Karriere
Vasilijević begann seine Profilaufbahn 1984 beim jugoslawischen Zweitligisten FK Zemun. 1986 wechselte er zum Erstligisten FK Radnički Niš. Für Radnički Niš bestritt er 61 Erstligaspiele und schoss dabei neun Tore. 1988 wechselte er zum FK Roter Stern Belgrad. Mit dem Verein wurde er 1989/90, 1990/91 und 1991/92 jugoslawischer Meister. 1991 gewann Vasilijević mit dem Verein den Europapokal der Landesmeister und Weltpokal. 1994 wechselte er zum bulgarischen Erstligisten Lokomotive Sofia. 1995 wechselte er zum japanischen Erstligisten JEF United Ichihara. Für Ichihara bestritt er 32 Erstligaspiele und schoss dabei vier Tore. 1996 kehrte er zu Lokomotive Sofia zurück. 1997 kehrte er nach Serbien zurück. Hier spielte er bis 1998 für FK Napredak Kruševac und FK Borac Čačak. 1998 beendete Vasilijević seine Karriere als Fußballspieler.

## Erfolge
FK Roter Stern Belgrad
- Jugoslawischer Meister: 1989/90, 1990/91, 1991/92
- Jugoslawischer Pokalsieger: 1989/90, 1992/93
- Europapokal der Landesmeister: 1990/91
- Weltpokal: 1991